# Fanny Blankers-Koen Games 2009
Fanny Blankers-Koen Games 2009 – mityng lekkoatletyczny, który odbył się 1 czerwca na stadionie w holenderskim Hengelo. Zawody zaliczane były do cyklu World Athletics Tour i posiadały rangę Grand Prix IAAF.

## Rezultaty

### Mężczyźni
| Konkurencja           | 1. miejsce            | 1. miejsce | 2. miejsce                  | 2. miejsce | 3. miejsce           | 3. miejsce |
| --------------------- | --------------------- | ---------- | --------------------------- | ---------- | -------------------- | ---------- |
| 100 m                 | Churandy Martina      | 9,97       | Monzavous Edwards           | 10,02      | Simeon Williamson    | 10,09      |
| 800 m                 | Abubaker Kaki         | 1:43,10    | Amine Laalou                | 1:43,36    | David Lekuta Rudisha | 1:43,53    |
| 1500 m                | Asbel Kipruto Kiprop  | 3:34,45    | Deresse Mekonnen            | 3:34,85    | Mohamed Moustaoui    | 3:36,62    |
| 5000 m                | Ali Abdosh            | 12:59,56   | Augustine Kiprono Choge     | 13:00,79   | Eliud Kipchoge       | 13:00,91   |
| Bieg godzinny         | Haile Gebrselassie    | 20 822 m   | Kiplimo Kimutai             | 20 797 m   | Wilson Kiprop        | 20 756 m   |
| 3000 m z przeszkodami | Brimin Kiprop Kipruto | 8:06,46    | Mahiedine Mekhissi-Benabbad | 8:06,98    | Elijah Chelimo       | 8:12,41    |
| 110 m przez płotki    | Andrew Turner         | 13,30      | Petr Svoboda                | 13,44      | Ryan Wilson          | 13,48      |
| Skok w dal            | Irving Saladino       | 8,56       | Dwight Phillips             | 8,54       | Salim Sdiri          | 8,23       |
| Pchnięcie kulą        | Reese Hoffa           | 21,59      | Tomasz Majewski             | 21,19      | Christian Cantwell   | 20,49      |
| Rzut oszczepem        | Ēriks Rags            | 80,66      | Vítězslav Veselý            | 78,37      | Tom Goyvaerts        | 78,20      |

### Kobiety
| Konkurencja        | 1. miejsce             | 1. miejsce | 2. miejsce            | 2. miejsce | 3. miejsce              | 3. miejsce |
| ------------------ | ---------------------- | ---------- | --------------------- | ---------- | ----------------------- | ---------- |
| 100 m              | LaVerne Jones-Ferrette | 11,13      | Stephanie Durst       | 11,13      | Chandra Sturrup         | 11,18      |
| 200 m              | LaVerne Jones-Ferrette | 22,46      | Christine Ohuruogu    | 22,85      | Joice Maduaka           | 23,22      |
| 800 m              | Maryam Yusuf Jamal     | 1:59,98    | Julija Krewsun        | 2:00,04    | Jennifer Meadows        | 2:00,15    |
| 1500 m             | Gelete Burka           | 3:58,79    | Anna Alminowa         | 4:01,54    | Viola Kibiwot           | 4:02,70    |
| 100 m przez płotki | Christina Vukicevic    | 12,74      | Lacena Golding-Clarke | 12,78      | Priscilla Lopes-Schliep | 12,87      |
| Skok o tyczce      | Silke Spiegelburg      | 4,55       | Swietłana Fieofanowa  | 4,45       | Tatiana Połnowa         | 4,45       |
| Skok w dal         | Funmi Jimoh            | 6,74       | Keila Costa           | 6,65       | Jana Veldáková          | 6,63       |